# Зоопарк Куньмін
Зоопарк Кун-мінг (昆明 动物园 Kūn-míng dòng-wù-yuán) — зоопарк в місті Куньмін, столиці та найбільшому місті провінції Юньнань.
У парку провінції Юньнань мешкають понад 10 тис. тварин понад 110 видів.

## Події
- 23 лютого 2007 року в одному з зоопарків м. Куньмін (південно-західна провінція Юньнань) цирковий тигр, злякавшись фотоспалахів, загриз 6-ти річну дівчинку, яка хотіла сфотографуватися біля нього.
- П'ятиденне азійське слоненя, яке втратило матір в китайських джунглях, відправлене в зоопарк адміністративного центру провінції Куньмін. Щоденно малюк випиває чотири з половиною літри тростинного соку. Всього у зоопарку утримуються троє слонів -- самець та дві самиці.
- 27 квітня 2009 Державне управління лісового господарства Китаю ухвалило, щоб усі зоопарки країни імплантовали спеціальні чипи 17 видам тварин, включаючи: тигрів, левів, слонів, великих панд, ведмедів, золотих мавп, журавлів і лебедів. Служителі зоопарку в південно-західному місті Куньмін (провінція Юньнань) імплантують ідентифікаційні мікрочипи тваринам для кращого управління і захисту видів, що знаходяться на межі зникнення.